# Heike Fischer
Heike Fischer (n. 7 septembrie 1982, Demmin, Republica Democrată Germană, Germania) este o săritoare în apă germană, medaliată olimpică. A participat la 2 ediții ale Jocurilor Olimpice (2004, 2008) în care a câștigat o medalie de bronz.